# Татарская Лака
Татарская Лака — село в Вадинском районе Пензенской области России. Административный центр Татаро-Лакинского сельсовета.

## География
Село находится в северо-западной части Пензенской области, в пределах восточной окраины Окско-Донской низменности, в лесостепной зоне, к западу от реки Лаки (приток Вада), на расстоянии примерно 12 километров (по прямой) к северо-западу от села Вадинска, административного центра района. Абсолютная высота — 211 метров над уровнем моря.
Климат
Климат характеризуется как умеренно континентальный. Средняя температура воздуха самого холодного месяца (января) составляет −11,5 °C (абсолютный минимум — −44 °С); самого тёплого месяца (июля) — 19,5 °C (абсолютный максимум — 38 °С). Продолжительность безморозного периода составляет 133 дня. Годовое количество атмосферных осадков — 467 мм. Снежный покров держится в среднем 141 день.

## История
Село образовалось из русского и татарского поселений. Татарская часть основана в середине XVII века как деревня конных татар-казаков, нёсших службу на Керенской оборонительной черте. В начале XVIII века часть татарского населения приняла крещение и обрусела. В 1721 года упоминается как село Покровское, Татарская Лака. В 1782 году Татарская Лака, а также близлежащие деревни Чудовка и Мачелейка, находились в собственности у ряда мелкопоместных уездных дворян, однодворцев и татар. Имелось 163 двора и проживало 1196 человек. Действовала деревянная православная церковь во имя Покрова Пресвятой Богородицы.
В XIX веке село входило в состав двух волостей: западная часть относилась к Сергиево-Поливановской волости; восточная — к Выборновской волости. По состоянию на 1911 год в западной части села имелись: три крестьянских общества, 54 двора и кузница; в восточной части имелось: одно крестьянское общество, 80 дворов, церковь, мечеть, церковноприходская школа, две ветряные мельницы, кузница и четыре лавки. Совокупное население села того периода составляло 1028 человек. В 1926 году доля татарского населения составляла 25 %. По данным 1955 года в селе располагалась центральная усадьба колхоза имени Калинина.

## Население
| 1782 | 1864 | 1877 | 1897 | 1911  | 1926 | 1939 |
| ---- | ---- | ---- | ---- | ----- | ---- | ---- |
| 1196 | ↘489 | ↗606 | ↗648 | ↗1028 | ↘966 | ↘626 |
| 1959 | 1979 | 1989 | 1996 | 2002  | 2010 |      |
| ↘458 | ↘297 | ↗326 | ↗348 | ↘292  | ↘283 |      |

Половой состав
По данным Всероссийской переписи населения 2010 года в гендерной структуре населения мужчины составляли 48,1 %, женщины — соответственно 51,9 %.
Национальный состав
Согласно результатам переписи 2002 года, в национальной структуре населения русские составляли 92 % из 292 чел.

## Инфраструктура
Действуют основная школа (филиал СОШ с. Вадинск), фельдшерский пункт, дом культуры, библиотека, магазин и АТС.

## Улицы
Уличная сеть села состоит из трёх улиц.